# Антинімецькі настрої
Антинімецькі настрої (також відомі як антигерманізм, германофобія або тевтофобія) — це протидія та/або страх, ненависть, неприязнь, переслідування, упередження та дискримінація щодо Німеччини, її жителів, культури та/або мови. Протилежністю цьому є германофільство.

## Історія

### До 1914 року

#### США

##### Епоха до здобуття незалежності
У колонії Пенсільванія під час Британської Америки англо-американці мали багато антинімецьких настроїв. Настрої проти палатинських поселенців, яких зазвичай називають пенсільванськими голландцями (або пенсільванськими німцями), були глибоко вкорінені в культурних упередженнях та економічній конкуренції. Англо-американці в Пенсильванській колонії ставилися до пфальців з підозрою та часто висміювали їхню мову, звичаї та релігійні практики. Палатинці, переважно німецькомовні протестанти з Пфальцького регіону сучасної Німеччини, прибули до Пенсільванії в пошуках релігійної свободи та економічних можливостей на початку 18 століття. Скарги Бенджаміна Франкліна на пфальцьких біженців у його праці «Спостереження щодо збільшення людства» (1751) :
Чому ми повинні терпіти «палатинських хамів», які кишать у наших поселеннях і, збиваючись у стадо, впроваджують свою мову і манери, витісняючи наші? Чому Пенсильванія, заснована англійцями, повинна стати колонією «чужинців», яких незабаром стане так багато, що вони будуть германізувати нас, замість того, щоб ми англізували їх, і ніколи не переймуть нашу мову чи звичаї, так само, як і не зможуть набути нашого кольору обличчя.

##### Епоха після здобуття незалежності
Пенсільванія була великим штатом і колишньою колонією, яка спостерігала привабливість і вплив німецьких іммігрантів з колоніальної епохи. Ключова подія, коли американці німецького походження зіткнулися з труднощами, відбулася під час повстання Фріса . Учасниками повстання Фріса були переважно німецькомовні фермери, багато з яких були недавніми іммігрантами або нащадками німецьких іммігрантів. Їхні культурні та мовні відмінності могли сприяти тому, що частина американського суспільства сприймала їх як аутсайдерів або «інших». Повстання було насамперед відповіддю на запровадження федеральним урядом нового прямого податку, широко відомого як «Прямий податок 1798 року» або «Податок на житло». Президент Джон Адамс помилував Фріса та кількох інших, які були засуджені за державну зраду. Адамса мотивувало більш конкретне конституційне тлумачення зради. Пізніше він зауважив, що повстанці були «незрозумілими, жалюгідними німцями, так само незнайомими з нашою мовою, як і з нашими законами», і припустив, що ними маніпулювали видатні діячі протилежної політичної партії.

«Політична карикатура 1850-х років Джона Гетера: Ірландські та німецькі карикатури „крадуть вибори“ з хаосом на „виборчих дільницях у день виборів“, підживлюючи страх перед політичною владою іммігрантів».

У 19 столітті масовий приплив німецьких іммігрантів зробив їх однією з найбільших європейських груп американців за походженням. Ця хвиля міграції спричинила формування нативістських і реакційних рухів, подібних до тих рухів, які існують у сучасному західному світі . Зрештою вони завершилися у 1844 році створенням Американської партії, яка мала відверту ксенофобну позицію. Один із багатьох інцидентів, описаних у 19-му столітті, включав блокування похоронної процесії в Нью-Йорку групою осіб, які продовжували вигукувати образи на адресу носіїв труни. Подібні інциденти призвели до збільшення кількості зустрічей німців, які згодом сформували братські групи, такі як " Сини Германа " у 1840 році, засновані з метою «покращення та розвитку німецьких звичаїв та поширення доброзичливості серед німців у Сполучених Штатах».

#### Росія
У середині 1850-х і 1860-х років у Росії спалахнула германофобія після того, як Австрія відмовилася підтримати її під час Кримської війни. Це явище було обмежене переважно невеликою групою письменників у Санкт-Петербурзі, які об'єдналися навколо лівого видання. У 1864 році воно почалося з публікації статті автора під псевдонімом «Шедоферотті», який запропонував надати Польщі автономію та зберегти привілеї німецького дворянства у балтійських губерніях і Фінляндії. Михайло Катков опублікував різку критику цієї статті в «Московських новинах», що, у свою чергу, викликало потік обурених статей, у яких російські автори висловлювали своє невдоволення європейцями, а в деяких з них були прямі напади на німців.
Наступного року 100-річчя смерті Михайла Ломоносова відзначалося по всій Російській імперії публікацією статей, у яких згадувалося про труднощі, з якими Ломоносов зіткнувся з боку іноземних членів Російської академії наук, більшість з яких були німецького походження. Автори тоді розкритикували сучасних німецьких науковців за нехтування російською мовою та публікацію статей іноземними мовами, при тому що вони отримували фінансування від російського народу. Автори також розкритикували сучасних німецьких науковців за нехтування російською мовою та публікацію статей іноземними мовами, при тому що вони отримували фінансування від російського народу. Деякі письменники навіть запропонували вважати російських громадян німецького походження, які не говорять російською та не сповідують православну віру, іноземцями. Також було запропоновано заборонити людям німецького походження займати дипломатичні посади, оскільки вони можуть не мати «солідарності щодо Росії».
Попри кампанію в пресі проти німців, германофобські настрої не набули значного поширення в Росії і згодом згасли через німецьке коріння імператорської родини та наявність багатьох німецьких імен серед російської політичної еліти.

#### Велика Британія
Негативні висловлювання про Німеччину вперше з'явилися у Британії в 1870-х роках після перемоги Пруссії у франко-прусській війні 1870–71 років. [1] [2] Британські військові стратеги вважали за необхідне запобігти потенційному вторгненню Німеччини до Британії.

##### Художня література
Британія, острівна нація, боялася вторгнення, що призвело до зростання популярності романів про вторгнення..

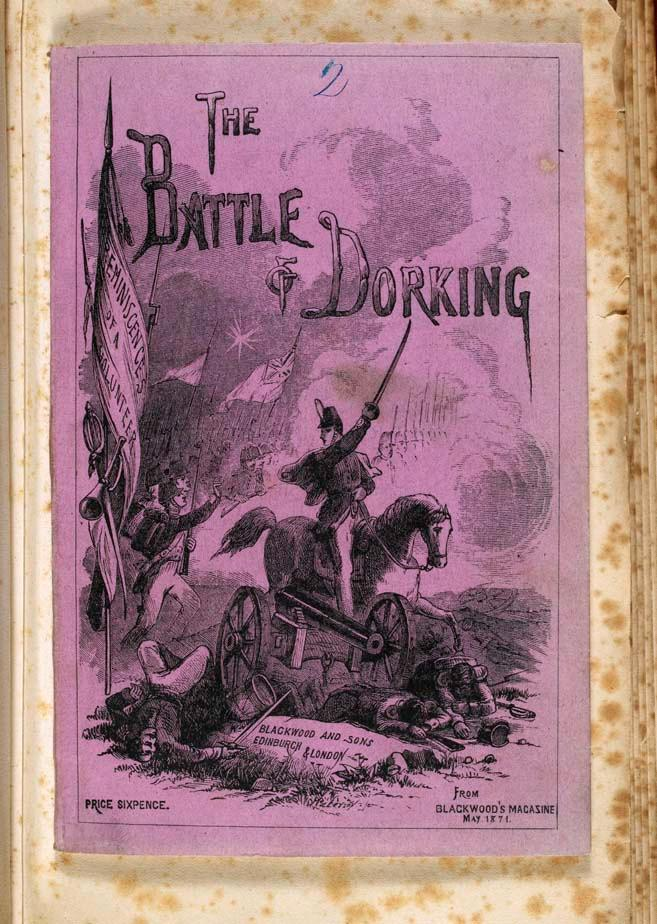
«Битва при Доркінгу (1871)», під час якої Англія зазнає вторгнення Німеччини

За словами Альфреда Вагтса " Битва при Доркінгу ":
Вперше це з'явилося в журналі Blackwood's Magazine влітку 1871 року, коли німецький кронпринц та його англійська дружина [дочка королеви Вікторії] відвідували Англію. Вражений недавніми німецькими перемогами, автор, полковник Чесні, який деякий час залишався анонімним, розповів історію про те, як Англія у 1875 році, через повстання місцевих жителів в Індії, заворушення в Ірландії та конфлікт зі Сполученими Штатами, що загрожував безпеці Канади, буде змушена розгорнути свій флот і регулярну армію далеко від своїх берегів. Незважаючи на цю небезпечну ситуацію, Англія, через суперечку з Німеччиною щодо Данії, оголосить Німеччині війну. Остання висадить армію в Англії, яка здолає решту британської армії та добровольців, які приєднаються до неї в Доркінгу, та змусить Англію підписати катастрофічний мир. 
У 1894 році видавець газети лорд Альфред Гармсворт, 1-й віконт Норткліфф доручив автору Вільяму Ле Кеу написати багатосерійний роман «Велика війна в Англії в 1897 році», в якому розповідається про те, як Франція та Росія об'єднують свої сили в спробі розгромити Британію. На щастя, втручання Німеччини на боці Британії змусило Францію та Росію відступити. Однак дванадцять років потому Хармсворт попросив його змінити ворогів, зробивши Німеччину антагоністом.. Результатом став бестселер «Вторгнення 1910 року», який спочатку з'явився в серіалі в Daily Mail у 1906 році. Тепер Гармсворт використовував свої газети «Дейлі мейл» і «Таймс», щоб засудити Берлін, викликавши атмосферу параної, масової істерії та германофобії, яка досягне свого апогею під час військово-морського страху 1908—1909 років.

##### «Зроблено в Німеччині» як попереджувальний ярлик
Німецька їжа, ака як ковбаса, піддавалася осуду германофобами.[1] Наприкінці 19-го століття у Великій Британії було введено маркування «Made in Germany». Цей ярлик був запроваджений законом «Про товарні знаки» 1887 року (50 & 51 Vict. c. 28) для чіткого позначення іноземної продукції, оскільки іноземні виробники почали неправомірно маркувати низькоякісні товари знаками відомих британських виробничих компаній і ввозити їх до Великої Британії. Більшість із цих товарів надходила з Німеччини, уряд якої запровадив протекціоністську політику, яка юридично забороняла імпорт товарів для розвитку власної промисловості (Merchandise Marks Act — Oxford University Press)

##### Німецькі іммігранти
У 1890-х роках німецькі іммігранти у Великій Британії зазнавали «певної ворожості». Джозеф Банністер вважав, що німецькі мешканці Британії були переважно «власниками гральних закладів, швейцарами готелів, перукарями, „хуліганами“, дезертирами, відвідувачами лазень, вуличними музикантами, злочинцями, пекарями, соціалістами, дешевими клерками тощо». Опитані Королівською комісією з питань імміграції іноземців вважали, що німці займалися проституцією та крадіжками зі зломом, і багато хто також був переконаний, що німці, які працювали у Британії, становлять загрозу для засобів існування британців, оскільки готові працювати довше.

##### 1896—1914 рр
Антинімецька ворожнеча почала посилюватися на початку 1896 року, коли кайзер Вільгельм II надіслав телеграму президенту Трансваалю Паулю Крюгеру, привітавши його з відбиттям британського рейду Джеймсона.[1] У той час німецька преса повідомляла про напади на німців у Лондоні, але, всупереч повідомленням, таких нападів не було. *Saturday Review* запропонував: «будьте готові до війни з Німеччиною, як Germania delenda est» («Німеччина має бути знищена»), відсилаючи до кодексу Катона Старшого проти карфагенян у Римській республіці. Репутація кайзера ще більше погіршилася через його гнівні тиради та скандал зі справою *Daily Telegraph* 1908 року.
Після підписання у 1904 році угоди про Сердечну Антанту між Великою Британією та Францією офіційні стосунки між Британією та Німеччиною охолонули, як і ставлення британського населення до Німеччини та німців. Страх перед німецьким мілітаризмом замінив колишнє захоплення німецькою культурою та літературою. Одночасно журналісти почали публікувати численні статті про загрозу з боку Німеччини.[1] У «Справі Daily Telegraph» 1908–09 років кайзер, намагаючись продемонструвати дружнє ставлення Німеччини до Британії, заявив, що він належав до меншості німців, які симпатизують Британії. Він також зазначив, що надіслав військовий план королеві Вікторії під час Бурської війни, який британська армія успішно використала, і що нарощування флоту Німеччини було спрямоване не проти Британії, а проти «жовтої небезпеки» Сходу.
У статтях газети *Harmsworth's Daily Mail* регулярно пропагували антинімецькі настрої протягом ХХ століття, закликаючи своїх читачів відмовлятися від обслуговування австрійськими чи німецькими офіціантами в ресторанах, стверджуючи, що ті можуть бути шпигунами. Читачам радили, що якщо офіціант із німецьким акцентом скаже, що він швейцарець, слід вимагати пред'явити його паспорт.[1] У 1903 році Ерскін Чайлдерс опублікував роман «Загадка пісків: запис секретної служби», де двоє англійців викривають змову Німеччини з метою вторгнення до Англії; згодом, у 1979 році, за романом зняли фільм «Загадка пісків».
Водночас виникли теорії змови, що поєднували германофобію з антисемітизмом і зосереджувалися на нібито іноземному контролі над Британією. Деякі з цих теорій звинувачували міжнародних фінансистів, «переважно німецького походження та єврейської національності», у втягненні Британії у Другу англо-бурську війну. Більшість ідей про німецько-єврейські змови походила від правих діячів, таких як Арнольд Вайт, Ілер Беллок та Лео Макс, який використовував своє видання *National Review* для їх поширення.

### Перша світова війна

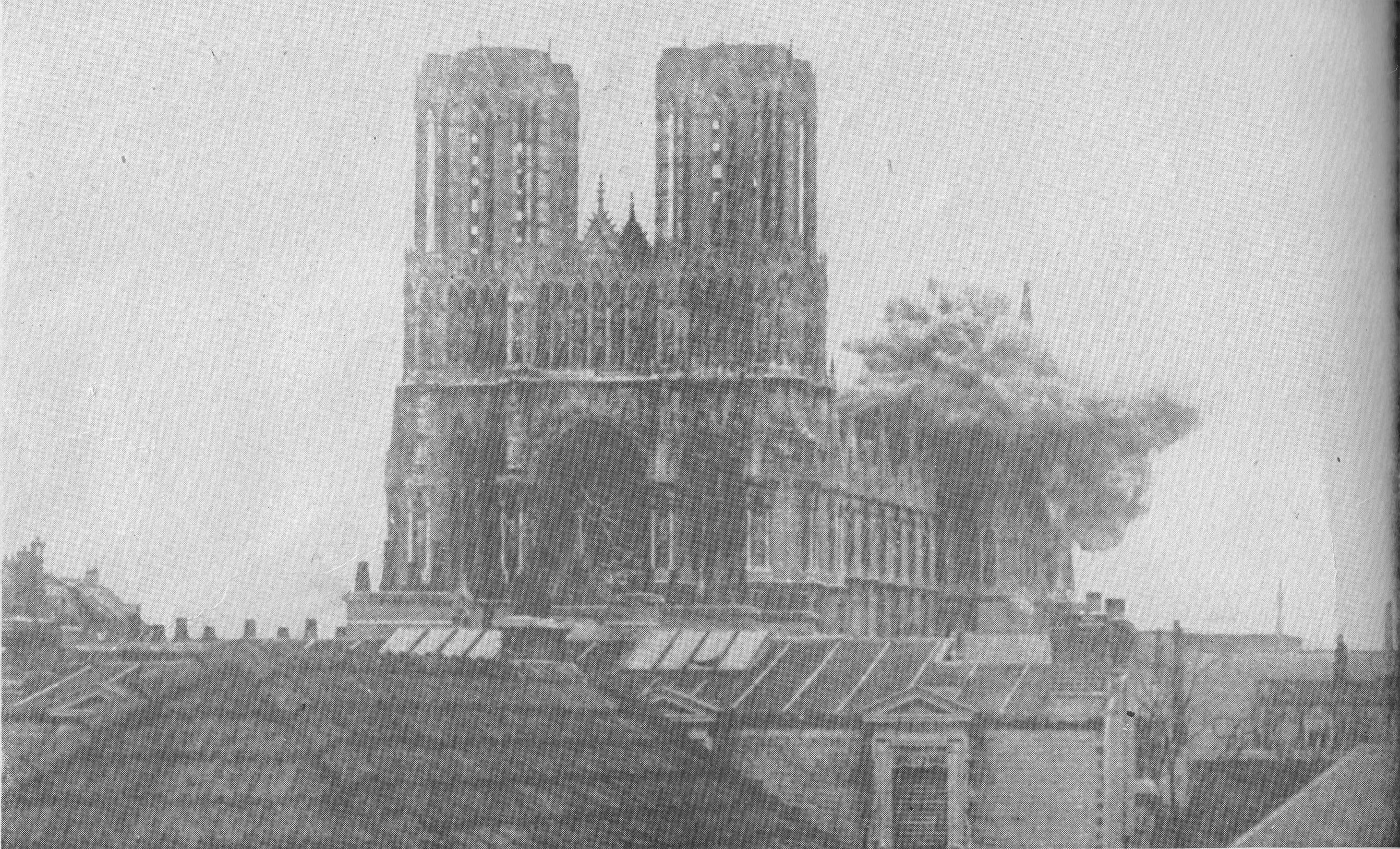
Німецький обстріл Реймського собору у Франції на початку Першої світової війни

У 1914 році, коли Німеччина вторглася в нейтральну Бельгію та північну Францію, Німецька імперська армія регулярно віддавала бельгійських і французьких цивільних під військовий суд згідно з німецьким військовим законодавством за злочини, такі як шпигунство, віроломство або участь у francs-tireurs (незаконних цивільних комбатантах), і стратила 6500 з них. Ці акти використовувалися та перебільшувалися урядами союзних держав, які проводили пропаганду жорстокості, дегуманізуючи німців як горилоподібних гунів, які були расово схильні до садизму та насильства.

#### Велика Британія
У Великій Британії антинімецькі настрої іноді призводили до заворушень, нападів на підозрюваних німців і пограбувань підприємств, що належали людям із німецькими іменами, іноді навіть набуваючи антисемітського відтінку.[1] Підсилення антинімецької істерії викликало підозру навіть у британській королівській родині. Короля Георга V переконали змінити його німецьке прізвище Саксен-Кобург і Гота на Віндзор і відмовитися від усіх німецьких титулів і звань від імені своїх родичів, які були британськими підданими.[2] Принц Луї Баттенберг був змушений не тільки змінити своє прізвище на Маунтбаттен, а й піти у відставку з посади першого морського лорда, найвищої посади в Королівському флоті.

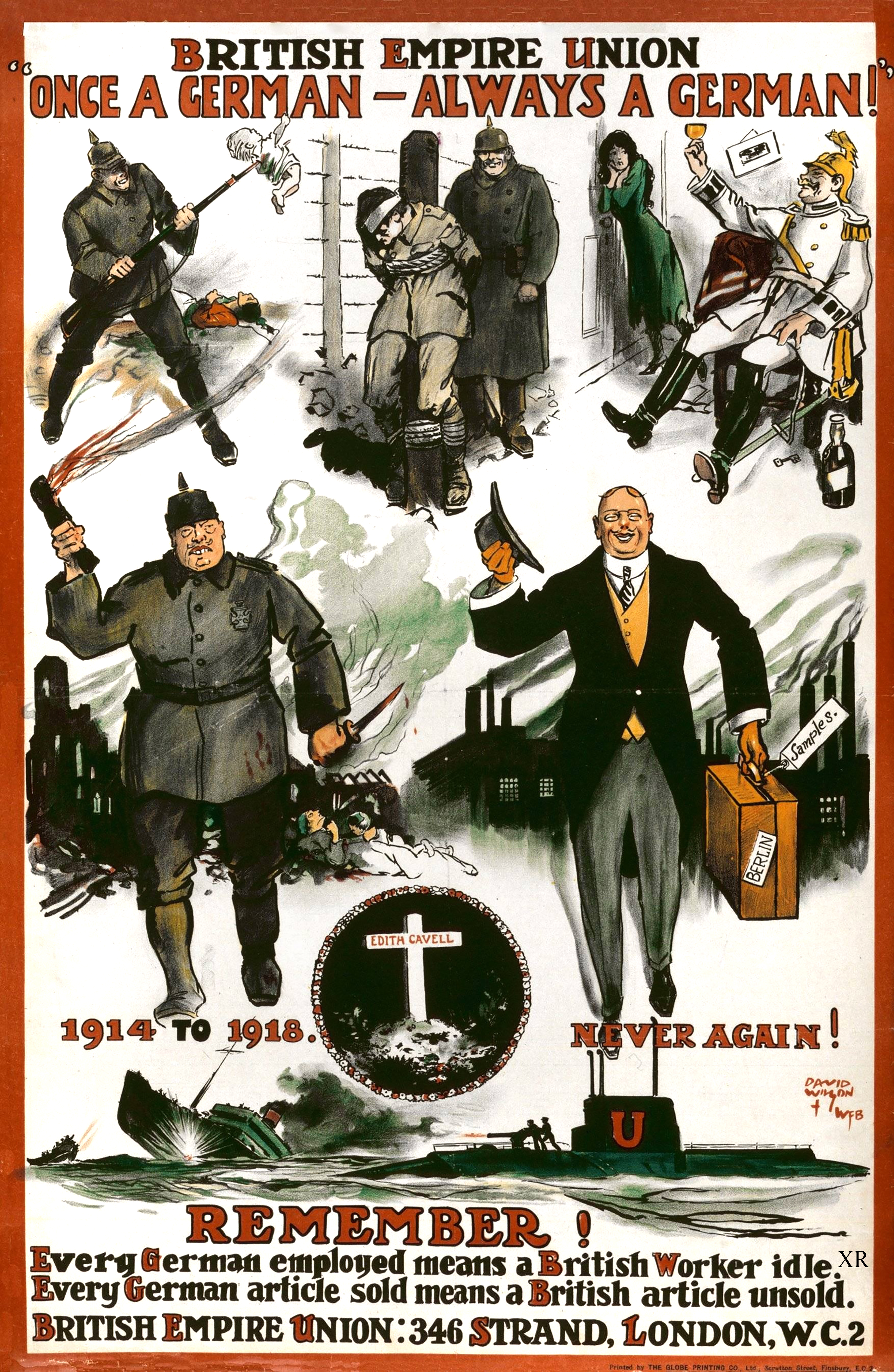
Пропагандистський плакат, близько 1919 року, від Союзу Британської імперії, який закликає до бойкоту німецьких товарів і зображує німецьких бізнесменів, що продають свою продукцію в Британії, як «інше обличчя» німецьких солдатів, які чинили звірства під час Першої світової війни

Німецьку вівчарку перейменували на евфемістичну «ельзаську»; Англійський кінологічний клуб дозволив повторне використання назви «німецька вівчарка» як офіційної лише в 1977 році. Німецьке печиво було перейменовано на бісквіт «Імперія»..
Кілька вулиць у Лондоні, названих на честь місць у Німеччині або видатних німців, були перейменовані. Наприклад, Berlin Road у Кетфорді стала називатися Canadian Avenue, а Bismarck Road в Ізлінгтоні була перейменована на Waterlow Road. .
Ставлення до Німеччини серед британських військових, які воювали на Західному фронті, не було суто негативним; британський письменник Ніколас Шекспір цитує слова з листа, написаного його дідом під час Першої світової війни, в якому той зазначає, що волів би воювати з французами, і висловлює повагу до німецької хоробрості:
Особисто я вважаю, що наші хлопці набагато краще ладнають з німцями і набагато більше хотіли б воювати з французами! ... Це було величне видовище — бачити, як німці наступають щільною формацією перед нашими кулеметами ... їх зазвичай вів один офіцер попереду, який йшов на неминучу смерть з неймовірним спокоєм, тримаючи меч перед собою у відданні честі.— Nicholas Shakespeare, The first casualty of war.
Роберт Грейвз, який, як і король, також мав німецьких родичів, незабаром після війни, навчаючись як студент в Оксфордському університеті, написав:
Вісімнадцяте століття значною мірою завдячувало своїй непопулярності Франції. Антифранцузькі настрої серед більшості колишніх солдатів були майже нав'язливою ідеєю. Едмунд, тремтячи від нервів, говорив у цей час: «Для мене більше ніяких воєн за будь-яку ціну! Хіба що проти французів. Якщо коли-небудь буде війна проти них, я піду, як стріляний». Пронімецькі настрої зростали. Коли війна закінчилася і німецькі армії були розбиті, ми могли б віддати належне німецькому солдату за те, що він був найефективнішим бійцем у Європі... Деякі студенти старших курсів навіть наполягали на тому, що ми воювали не на тому боці: нашими природними ворогами були французи.
- Роберт Грейвс, « Прощавай, все це» .— Роберт Грейвс, Прощавай, все це.

#### Канада
У Канаді спостерігалися певні антинімецькі настрої в німецьких громадах, зокрема в Берліні, Онтаріо (нині Кітченер, Онтаріо) в окрузі Ватерлоо, до Першої світової війни, а також деякі культурні санкції. У перші роки війни антинімецькі заворушення відбулися у Вікторії, Британська Колумбія, та в Калгарі, Альберта.
Саме ці антинімецькі настрої прискорили перейменування міста Берлін на Кітченер у 1916 році. Місто було назване на честь лорда Кітченера, образ якого став знаменитим завдяки рекрутинговим плакатам «Лорд Кітченер хоче вас». Декілька вулиць у Торонто, раніше названих на честь Ліста, Гумбольдта, Шиллера, Бісмарка та інших німецьких діячів, були перейменовані на назви з сильними британськими асоціаціями, такими як Балморал.
Генерал-губернатор Канади, герцог Коннотський, відвідуючи Берлін, Онтаріо, у травні 1914 року, у своїй промові підкреслив важливість канадців німецького походження (незалежно від їхнього походження): «Мені дуже цікаво спостерігати, як багато чудових якостей — ретельність, наполегливість і відданість великої тевтонської раси, до якої я маю тісний зв'язок, — формують хороших канадців і лояльних громадян Британської імперії».
Деякі іммігранти з Німеччини, які вважали себе канадцями, але ще не були громадянами, під час війни були затримані в таборах для інтернованих. Насправді, до 1919 року більшість населення міст Кітченер, Вотерлоо та Ельміра в окрузі Вотерлоо, Онтаріо, вже були канадцями.
Німецькомовні аміші та меноніти були християнськими пацифістами, тому не могли вступати до армії, а ті небагато з них, хто іммігрував із Німеччини (і не народився в Канаді), не могли морально боротися проти країни, яка становила значну частину їхньої спадщини.
Звіти про воєнні роки свідчать, що «лютеранського священика витягли з дому… його волокли вулицями. Під час війни німецькі клуби грабували. Це був просто жахливий період».[1] Хтось викрав бюст кайзера Вільгельма II з парку Вікторія і скинув його в озеро;[2] солдати громили німецькі крамниці. Професор історії Марк Хамфріс підсумував ситуацію так:
До війни більшість мешканців Онтаріо, ймовірно, не замислювалися про німецьку громаду. Але важливо пам'ятати, що Канада була перехідним суспільством - країна прийняла величезну кількість іммігрантів між 1896 роком і Першою світовою війною, пропорційно більше, ніж будь-коли в нашій історії. Тож існували ці приховані страхи щодо іноземців... Стає дуже легко розпалювати ці расистські, націоналістичні вогнища і переконувати людей в тому, що загроза дійсно існує. Пропаганда війни спускається згори донизу, але вона ефективна, тому що посилює тенденції, які вже існують.
В одному з документів в Архівах Канади є такий коментар: «Хоча це й видається смішним для сучасного погляду, проблема назви Берліна підкреслює той вплив, який страх, ненависть і націоналізм можуть мати на суспільство в умовах війни».
У 1915 році по всій Канаді відкрили табори для інтернованих, у яких утримували 8579 «ворожих прибульців» до кінця війни; багато з них були німецькомовними іммігрантами з Австро-Угорщини, Німеччини та України. Лише 3138 з них були класифіковані як військовополонені; решта були цивільними..
Збудована в 1926 році меморіальна вежа піонерів Ватерлоо в сільській місцевості Кітченер, Онтаріо, вшановує поселення пенсільванських голландців (насправді Pennsilfaanisch Deitsch або German) у районі Гранд-Рівер у 1800-х роках, що згодом став округом Ватерлоо, Онтаріо.

#### Австралія
Коли Британія оголосила війну Німеччині, натуралізовані австралійські піддані, народжені в країнах-противниках, а також австралійці, народжені в сім'ях мігрантів із цих країн, були оголошені «ворожими іноземцями». Приблизно 4500 «ворожих прибульців» німецького чи австро-угорського походження було інтерновано в Австралії під час війни.
В Австралії офіційним указом від 10 серпня 1914 року всі громадяни Німеччини були зобов'язані зареєструвати своє місце проживання у найближчому поліцейському відділку та повідомляти владу про будь-яку зміну адреси. Згідно з пізнішим наказом про обмеження для іноземців від 27 травня 1915 року, «ворожі іноземці», які не були інтерновані, мали звітувати перед поліцією раз на тиждень і могли змінювати місце проживання лише з офіційного дозволу. Поправка до наказу в липні 1915 року заборонила «ворожим іноземцям» і натуралізованим підданим змінювати своє ім'я або назву будь-якого бізнесу, яким вони керували. Відповідно до Закону про запобіжні заходи у війні 1914 року (який діяв після Першої світової війни), публікація матеріалів німецькою мовою була заборонена, а школи при лютеранських церквах були змушені відмовитися від німецької мови навчання або були закриті владою. Німецькі клуби та товариства також були закриті.
Оригінальні німецькі назви населених пунктів і вулиць було офіційно змінено. У Південній Австралії Ґрунталь став Верденом, а Крічауф — Бітті. У Новому Південному Уельсі Джермантаун було перейменовано на Голбрук на честь командира підводного човна Нормана Дугласа Холбрука. Найсильніший тиск спостерігався в Південній Австралії, де 69 міст змінили свої назви, зокрема Петербург, який став Пітерборо (див. Австралійські назви місць, змінені з німецьких назв).
Більшість антинімецьких настроїв була створена пресою, яка намагалася сформувати ідею, що всі люди німецького походження або народжені в Німеччині беззастережно підтримували Німеччину. Це відбувалося, попри те що багато німців та їхніх нащадків, таких як генерал Джон Монаш, служили Австралії компетентно та з честю. У 1915 році широко розповсюджувалася брошура, в якій стверджувалося, що «більше 3000 німецьких шпигунів розкидані по штатах». Антинімецька пропаганда також була натхненна кількома місцевими та іноземними компаніями, які прагнули використати можливість усунути Німеччину як конкурента на австралійському ринку. Німців в Австралії дедалі частіше зображали як злих за самою природою їхнього походження.

#### США
Після того, як у квітні 1917 року оприлюднення телеграми Ціммермана частково призвело до оголошення США війни імперській Німеччині, німецьких американців іноді звинувачували в надмірній симпатії до Німеччини. Колишній президент Теодор Рузвельт засудив «дефісований американізм», наполягаючи на тому, що подвійна лояльність є неможливою.
Гучним джерелом критики ідеології Теодора Рузвельта та Вудро Вільсона щодо «анти-дефісу» та їхніх вимог до «100% американізму» була, що цілком логічно, велика кількість білих етнічних іммігрантів Америки та їхніх нащадків. Критика з цих кіл час від часу стверджувала, що «100% американізм» насправді означає англофілію та особливі відносини з Британською імперією, що особливо проявлялося у вимогах вживати виключно англійську мову в Сполучених Штатах. У листі, опублікованому 16 липня 1916 року в *Minneapolis Journal*, Едвард Голдбек, представник великої німецько-американської громади Міннесоти, саркастично заявив, що його громада «відмовиться від дефіса», щойно це зроблять англо-американці. Тим часом він закликав: «Нехай англо-американці негайно розпочнуть відступ! Відпустіть усіх тих, хто вважає, що Америка — це нова Англія!»
Набагато менша частка німецьких американців відкрито виступила за Німеччину. Подібним чином професор психології з Гарварду Г'юго Мюнстерберг відмовився від своїх зусиль бути посередником між Америкою та Німеччиною та присвятив свої зусилля німецьким військовим зусиллям.
Міністерство юстиції намагалося скласти список усіх німецьких іноземців, нарахувавши близько 480 000 осіб. Комітет з інтернування ворожих іноземців рекомендував відправити їх до таборів для інтернованих, проте ця ідея викликала опір з боку військового міністерства та генерального прокурора. У 1917—1918 роках було ув'язнено понад 4000 німецьких іноземців. Звинувачення включали шпигунство на користь Німеччини та підтримку німецьких військових зусиль.
Коли Сполучені Штати вступили у війну в 1917 році, деякі німецькі американці стали об'єктом підозри, і їхню лояльність піддавали критиці. Агітаційні плакати та газетні коментарі підсилювали зростаючий страх. У Вісконсині лютеранського священика запідозрили у прийомі німців у своєму домі, а професора мови вимазали дьогтем і обсипали пір'ям через його німецьке ім'я та викладання мови. Червоний Хрест забороняв людям з німецькими прізвищами приєднуватися, остерігаючись можливого саботажу. Одна людина була вбита натовпом; у Коллінсвіллі, штат Іллінойс, уродженця Німеччини Роберта Прагера витягли з в'язниці як підозрюваного у шпигунстві та піддали лінчуванню. Деякі іноземці були засуджені та ув'язнені за звинуваченням у заколоті за відмову присягнути на вірність військовим зусиллям Сполучених Штатів. Тисячі були змушені купувати військові облігації, щоб продемонструвати свою лояльність.
У Чикаго Фредерік Сток був вимушений піти з посади диригента Чиказького симфонічного оркестру, поки він не завершить оформлення документів про натуралізацію. Оркестри замінили музику німецького композитора Вагнера французьким композитором Берліозом . Після того, як ксенофобський редактор Providence Journal Джон Р. Ратом помилково звинуватив диригента Бостонського симфонічного оркестру Карла Мака у відмові грати The Star-Spangled Banner і викликав судовий процес у ЗМІ в жовтні 1917 року, Мака та 29 музикантів оркестру було заарештовано та інтерновано у Форт-Оглторп., Грузія, доки не закінчилося перемир'я.
У Нешвіллі, штат Теннессі, Люк Лі, видавець The Tennessean, разом із «політичними партнерами» "безуспішно змовилися, щоб майора Штальмана, що народився в Німеччині, оголосити «інопланетним ворогом» після початку Першої світової війни ". Штальман був видавцем конкуруючої газети Nashville Banner .
Місто Берлін, штат Мічиган, було змінено на Марн, штат Мічиган (на честь тих, хто воював у битві на Марні). Місто Берлін, округ Шелбі, штат Огайо, стало Форт Лорамі, штат Огайо . Під час війни місто Джермантаун в окрузі Шелбі, штат Теннессі, тимчасово змінило назву на Нешоба.
У Філадельфії, штат Пенсільванія, федеральні агенти відвідали офіси пронімецької соціалістичної газети *Philadelphia Tageblatt* після початку війни, щоб перевірити статус громадянства її співробітників.[1] Згодом агенти провели обшук відповідно до Закону про шпигунство 1917 року, і шість членів організації були заарештовані за порушення цього закону та інших звинувачень після публікації низки пронімецьких пропагандистських матеріалів.
Німецькі назви вулиць у багатьох містах були змінені. Німецька та Берлінська вулиці в Цинциннаті стали Англійською та Вудвордською. У Чикаго вулиці Любека, Франкфурта і Гамбурга стали відповідно Діккенса, Чарльстон і Шекспіра. У Новому Орлеані вулицю Берлін перейменували на честь генерала Першинга, голови американського експедиційного корпусу. В Індіанаполісі Бісмарк -авеню та Германія -стріт були змінені на Першинг-авеню та Белв'ю-стріт, відповідно, у 1917 році, Бруклінська Гамбурзька авеню була перейменована на Вілсон-авеню.
Багато підприємств перейменували. У Чикаго Німецька лікарня стала лікарнею Грант; так само Німецький диспансер і Німецька лікарня в Нью-Йорку були перейменовані відповідно на лікарню Ленокс Хілл і лікарню Вікофф Хайтс . У Нью-Йорку гігантська компанія Germania Life Insurance Company стала Guardian . На митниці США в Нижньому Мангеттені слово Німеччина на щиті, який тримає одна з багатьох фігур будівлі, було висічено.
Багато шкіл припинили навчання німецькою мовою. Міський коледж Нью-Йорка продовжував проводити курси німецької, але зменшив кількість кредитів, які студенти могли отримати за них. Книги, видані німецькою мовою, вилучали з бібліотек або навіть спалювали. У Цинциннаті публічну бібліотеку попросили вилучити зі своїх полиць усі німецькі книги. У Айові у Вавилонській прокламації 1918 року губернатор Вільям Л. Гардінг заборонив використання всіх іноземних мов у школах і громадських місцях. Небраска заборонила навчання будь-якою мовою, окрім англійської, але Верховний суд США визнав цю заборону незаконною у 1923 році (Meyer проти Небраски).
Деякі слова німецького походження були змінені, принаймні тимчасово. Квашену капусту стали називати «капустою свободи», німецький кір став «кір свободи», гамбургери стали «сендвічами свободи» а такси стали «цуценятами свободи».
Паралельно з цими змінами багато німецьких американців вирішили англізувати свої імена (наприклад, Шмідт на Сміт, Мюллер на Міллер). Уряди багатьох штатів також прагнули примусово обмежити використання німецької мови в Сполучених Штатах у громадських місцях і особливо в церквах.
Лауреатами Почесної медалі етнічних німців стали американські пілоти-аси USAAS Едвард Рікенбакер і Френк Люк ; Серед переможців DSC німців, які також служили в USAAS у Європі, були Джозеф Франк Венер і Карл Джон Шен .

### Друга світова війна

#### Велика Британія
У 1940 році Міністерство інформації розпочало «Кампанію гніву», щоб викликати «особистий гнів … проти німецького народу та Німеччини», оскільки британці «майже не відчували справжньої особистої ворожнечі до пересічного німця». Це робилося для посилення рішучості британців протистояти Німеччині. Сер Роберт Вансіттарт, головний дипломатичний радник Міністерства закордонних справ до 1941 року, виступив із серією радіопередач, де заявив, що Німеччина — це нація, яка виросла на «заздрості, жалі до себе та жорстокості», а її історичний розвиток «підготував ґрунт для нацизму» і що саме нацизм «нарешті дав вираження темряві німецької душі».
Британський інститут громадської думки (BIPO) відстежував розвиток антинімецьких та антинацистських настроїв у Британії, проводячи серію опитувань з 1939 по 1943 рік, у яких запитував громадськість, чи вважають вони «головним ворогом Британії німецький народ чи нацистський уряд». У 1939 році лише 6 % респондентів покладали відповідальність на німецький народ; однак після Бліцу та «Кампанії гніву» 1940 року цей показник зріс до 50 %. Пізніше, до 1943 року, він знизився до 41 %. У 1942 році Головна розвідка також повідомляла, що офіційне розпалювання ненависті до Німеччини критикувалося через побоювання, що така ненависть може завадити можливості розумного врегулювання після війни.

Це ставлення було розширено Дж. Р. Р. Толкієном . У 1944 році він написав у листі своєму синові Крістоферу :
«Прикро бачити, як преса опускається до такої низькості, наче наслідує Ґеббельса у його найгірші часи, волаючи, що будь-який німецький командир, який чинить опір у безвихідній ситуації (коли військові потреби його сторони явно цього потребують), є п'яницею та одержимим фанатиком. … У місцевій газеті з'явилася серйозна стаття, яка закликала до систематичного винищення всієї німецької нації як єдино правильного шляху після військової перемоги: тому що, на їхню думку, німці — це гримучі змії, які не розрізняють добро і зло! (Що можна сказати про автора статті?) Німці мають не більше права проголошувати поляків і євреїв „підлягаючими знищенню шкідниками“ або „недолюдьми“, ніж ми маємо право робити таке з німцями: іншими словами, не мають жодного права, що б вони не робили». 
У тому ж році Mass Observation попросила своїх спостерігачів проаналізувати приватну думку британців про німців і виявила, що 54 % британського населення були «пронімецькими», тобто вони висловлювали симпатії до німецького народу і заявили, що війна була «не з їхньої провини». Ця толерантність німецького народу на противагу нацистському режиму зростала з розвитком війни. У 1943 році Масове спостереження встановило той факт, що до 60 % британців розрізняли німців і нацистів, причому лише близько 20 % висловлювали будь-яку «ненависть, мстивість або потребу у відплаті». Британська кінопропаганда того періоду так само підтримувала поділ між прихильниками нацизму та німецьким народом.

#### США у Другій світовій війні
Між 1931 і 1940 роками 114 000 німців і тисячі австрійців переїхали до Сполучених Штатів, багато з яких – зокрема, лауреат Нобелівської премії Альберт Ейнштейн, Ліон Фейхтвангер, Бертольд Брехт, Генрі Кіссінджер, Арнольд Шенберг, Ганнс Ейслер і Томас Манн – були або єврейськими німцями, або антинацистами, які тікали від нацистського гніту. Близько 25 000 людей стали платними членами пронацистського німецько-американського Бунду за роки до війни. Закон про реєстрацію іноземців 1940 року вимагав від 300 000 іноземців, що народилися в Німеччині, які мали німецьке громадянство, зареєструватися у федеральному уряді та обмежив їхні права на пересування та право власності на власність. Відповідно до все ще чинного Закону про чужоземних ворогів 1798 року уряд Сполучених Штатів інтернував майже 11 000 громадян Німеччини між 1940 і 1948 роками. Невідома кількість «добровільно інтернованих» приєдналася до своїх подружжя та батьків у таборах, і їм не дозволили залишити. Оскільки в Європі триває війна, але США залишаються нейтральними, відбулося масштабне нарощування оборони, що вимагало багатьох нових наймів. Приватні компанії іноді відмовлялися наймати негромадян або американських громадян німецького чи італійського походження. Це загрожувало моральному духу лояльних американців. Президент Франклін Рузвельт вважав це «дурним» і «несправедливим». У червні 1941 року він видав виконавчий наказ 8802 і створив Комітет з практики справедливого працевлаштування, який також захищав чорношкірих американців.
Президент Рузвельт шукав американців німецького походження для найвищих військових посад, у тому числі генерала Дуайта Д. Ейзенхауера, адмірала Честера В. Німіца та генерала Карла Ендрю Спаатца . Він призначив республіканця Венделла Уілкі особистим представником. Німецькі американці, які вільно володіли німецькою мовою, були важливою перевагою для розвідки військового часу, вони служили перекладачами та шпигунами для Сполучених Штатів. Війна викликала сильні проамериканські патріотичні настрої серед німецьких американців, небагато з яких на той час мали контакти з далекими родичами в старій країні.
Захоплення німецьким кишеньковим лінкором «Дойчланд» у жовтні 1939 року американського вантажного судна «СС Сіті Флінт», на борту якого було 4000 тонн нафти для Великобританії, викликало хвилю антинімецьких настроїв у США..
Після вступу у війну проти нацистської Німеччини 11 грудня 1941 року уряд США інтернував низку громадян Німеччини та Італії як іноземців-супротивників. Точна кількість німецьких та італійських інтернованих є предметом дебатів. У деяких випадках члени їхніх родин, які народилися в Америці, зголосилися супроводжувати їх до таборів для інтернованих, щоб зберегти сім'ю разом. Останній звільнений залишався в ув'язненні до 1948 року
У 1944 році міністр фінансів Генрі Моргентау-молодший висунув на Другій Квебекській конференції найсильнішу пропозицію щодо покарання Німеччини. Він став відомий як план Моргентау і мав на меті перешкодити Німеччині мати промислову базу для початку нової світової війни. Однак цей план було швидко відкладено, західні союзники не вимагали відшкодування збитків, завданих війною, і Сполучені Штати реалізували план Маршалла, який мав на меті та допоміг післявоєнному відновленню Західної Німеччини до її колишнього становища провідної індустріальної нації.

#### Бразилія
Після вступу Бразилії у війну на боці союзників у 1942 році антинімецькі заворушення спалахнули майже в кожному місті країни, де німці не становили більшість населення. Натовпи громили німецькі фабрики, зокрема фабрику сигар Suerdieck у Баїї, магазини та готелі. Найбільші демонстрації відбулися в Порту-Алегрі в штаті Ріу-Гранді-ду-Сул. Бразильська поліція переслідувала та інтернувала «підданих держав Осі» в таборах для інтернованих, подібних до тих, які використовувалися в США для інтернування японців-американців. Після війни німецькі школи не відновили роботу, німецькомовна преса зникла повністю, а використання німецької мови обмежилося домівками та старшим поколінням іммігрантів.

#### Канада
Під час Другої світової війни в Канаді були також антинімецькі настрої. Відповідно до Закону про військові заходи було відкрито близько 26 таборів для військовополонених, які були заповнені тими, хто народився в Німеччині, Італії та особливо в Японії, якщо їх вважали «іноземцями ворога». Для німців це особливо стосувалося неодружених чоловіків, які мали певні зв'язки з Партією національної єдності Канади . Після війни компенсації їм не виплачували. В Онтаріо найбільшим центром інтернування для німецьких канадців був Кемп Петава, де проживало 750 осіб, які народилися в Німеччині та Австрії. Хоча деякі мешканці таборів для інтернованих були німцями, які вже іммігрували до Канади, більшість німців у таких таборах були з Європи; більшість були військовополоненими.
711 єврейських біженців, які тікали від нацистського режиму в Європі, було інтерновано в табір B70 у Ріплз, штат Нью-Брансвік, на прохання Вінстона Черчилля, який хвилювався, що серед них можуть бути німецькі шпигуни. В'язнів примушували до примусових робіт, зокрема рубали дрова для опалення табору. Після року інтернування біженців вважали цінними для військових зусиль, і їм дали можливість брати участь у війні або знайти спонсорів у Канаді . У 1941 році табір був тимчасово закритий і до кінця війни перетворений на табір для військовополонених.

#### Чехословаччина
Через кілька днів після закінчення Другої світової війни 2000 німців були вбиті в Постолоперті та Жатці чехословацькою армією. Влітку 1945 року відбулося кілька інцидентів та локалізованих масових вбивств німецького населення.
Наступні приклади описані в дослідженні, проведеному Європейським університетським інститутом у Флоренції:
- Під час інциденту в Пршерові загинув 71 чоловік, 120 жінок і 74 дитини.
- 30 000 німців були змушені покинути свої домівки в Брно та відправитися до трудових таборів поблизу Австрії. За оцінками, кілька сотень загинули під час цього маршу.
- За оцінками, у масовій різанині в Усті загинуло від 30 до 700 мирних жителів. Деяких жінок і дітей скинули з мосту в річку Ельбу та розстріляли.

Закон № 115 від 1946 року (див. декрети Бенеша) передбачає: «Будь-який акт, здійснений у період з 30 вересня 1938 року до 28 жовтня 1945 року, метою якого була підтримка боротьби за свободу чехів і словаків або який являв собою справедливу відплату за дії окупаційних сил і їхніх посібників, не є незаконним, навіть якщо такі дії могли б в іншому випадку каратися за законом». Внаслідок цього звірства, скоєні під час вигнання німців, були узаконені.

#### Норвегія
Німецькі військовополонені в Норвегії були змушені розмінувати власні мінні поля, а потім проходити через них, що призвело до смерті та каліцтва сотень полонених.

#### Радянський Союз
25 липня 1937 року наказ НКВД № 00439 призвів до арешту 55 005 громадян Німеччини та колишніх громадян Радянського Союзу, з яких 41 898 були засуджені до смертної кари. [1] [2] [3] Радянській владі не вдалося виселити всіх німецьких поселенців, які проживали в Західній та Південній Україні, через швидкий наступ вермахту (німецької армії). НКВД вдалося депортувати лише 35 % етнічних німців в Україні. У 1943 році нацистський перепис зафіксував 313 000 етнічних німців на окупованих територіях Радянського Союзу. Після відступу радянських військ вермахт евакуював близько 300 000 німців Росії та перевіз їх до Рейху. Згідно з Ялтинською угодою, усі колишні радянські громадяни, які перебували в Німеччині наприкінці війни, підлягали репатріації, переважно примусовій. Більше 200 000 німців Росії було депортовано західними союзниками до Радянського Союзу і відправлено до ГУЛАГу. Таким чином, після закінчення війни понад мільйон етнічних німців з Росії опинилися в спецпоселеннях і трудових таборах Сибіру та Середньої Азії. За оцінками, від 200 000 до 300 000 з них загинули протягом 1940-х років через голод, відсутність житла, надмірну працю та хвороби.
Пізніше під час війни з'явилися пропозиції використовувати німців на примусових роботах. Радянський Союз почав депортувати етнічних німців зі своєї території та залучати їх до примусової праці. Хоча наприкінці 1955 року з них були зняті кримінальні обвинувачення, їм не надали права на повернення до колишніх рідних регіонів і колишніх прав на самовизначення. Наприкінці Другої світової війни та під час окупації Німеччини радянські війська захоплювали німецькі села та масово ґвалтували німецьких жінок. Історик Ентоні Бівор зазначає, що «значна частина з принаймні 15 мільйонів жінок, які жили в радянській зоні або були вигнані зі східних провінцій Німеччини, зазнали зґвалтувань».

### Післявоєнний період
Шаблон:Expulsion of Germans
Під час спонсорованих державою геноцидів німці вбили мільйони людей під час Другої світової війни. Це настроїло родини та друзів жертв антинімецько. Американський генерал Джордж С. Паттон скаржився, що політика денацифікації США після капітуляції Німеччини завдала шкоди американським інтересам і була мотивована просто ненавистю до переможеного німецького народу. </link> Навіть швидкість відновлення Західної Німеччини після війни дехто вважав зловісною, підозрюючи німців у плануванні Третьої світової війни . Насправді більшість нацистських злочинців залишилися безкарними, як-от Гайнц Райнефарт, відповідальний за різанину у Волі . Багато нацистів працювали на американців вченими (Вернер фон Браун) або офіцерами розвідки (Рейнхард Гелен).

#### Накам
Накам був групою з близько п'ятдесяти тих, хто пережив Голокост, які в 1945 році намагалися вбити німців і нацистів, щоб помститися за вбивство шести мільйонів євреїв під час Голокосту.

#### Втеча та вигнання німців
Після закінчення Другої світової війни приблизно від 11 до 12 мільйонів німців втекли, або їх вигнали з колишніх східних провінцій Німеччини, або вони мігрували з інших країн до того, що залишилося від Німеччини, найбільше переміщення одного європейського населення в сучасній історії . Оцінки загальної кількості загиблих коливаються від 500 000 до 2 000 000, і більш високі цифри включають «нерозкриті випадки» осіб, які вважаються зниклими безвісти та ймовірно загиблими. Багато цивільних німців було відправлено в інтерновані та трудові табори, де вони загинули. Саломон Морель і Чеслав Ґемборський були начальниками кількох таборів для німців, поляків та українців. Німецько-чеська комісія істориків, з іншого боку, встановила кількість загиблих у Чехословаччині 15 000–30 000. Події зазвичай класифікуються як переміщення населення  або етнічні чистки . 
Фелікс Ермакора був одним із меншості вчених-юристів, які ототожнювали етнічну чистку з геноцидом і стверджували, що вигнання судетських німців було геноцидом.

#### Примусова праця німців
Під час союзницької окупації Німеччини після 1945 року німців використовували як примусових робітників. Деякі з них, залежно від країни-окупанта, були військовополоненими або цивільними особами німецького походження.

## В Ізраїлі
У 21 столітті довгі дебати про те, чи повинен Ізраїльський філармонічний оркестр грати твори Ріхарда Вагнера, здебільшого вважаються пережитком минулого. У березні 2008 року канцлер Німеччини Ангела Меркель стала першим іноземним главою уряду, запрошеним виступити в ізраїльському парламенті з промовою німецькою мовою. Декілька членів парламенту пішли на знак протесту під час виступу та заявили про необхідність створення колективної пам'яті, яка «створить своєрідну електричну хвилю, коли євреї почують звуки німецької мови, вони згадають про Голокост».
В інтерв'ю у жовтні 2008 року дослідник Ханан Бар (חנן בר) підсумував неоднозначне ставлення ізраїльтян до Німеччини: «Якщо середньостатистичний ізраїльтянин випадково подивиться футбольний матч між Німеччиною та Голландією, він автоматично вболіватиме за голландців. Але та сама людина, купуючи пральну машину, віддасть перевагу німецькій моделі, вважаючи її найкращою».

## Сучасна Європа
| Опитана країна  | Поз. | Нег. | Нейтральні | Поз– Нег |
| --------------- | ---- | ---- | ---------- | -------- |
| Греція          | 29%  | 50%  | 21%        | -21      |
| Туреччина       | 45%  | 36%  | 19%        | 9        |
| Пакистан        | 21%  | 20%  | 59%        | 1        |
| Росія           | 31%  | 29%  | 40%        | 2        |
| Перу            | 45%  | 28%  | 27%        | 17       |
| Індія           | 40%  | 17%  | 43%        | 23       |
| Індонезія       | 48%  | 20%  | 32%        | 28       |
| Мексика         | 54%  | 25%  | 21%        | 29       |
| Іспанія         | 56%  | 26%  | 18%        | 30       |
| Кенія           | 64%  | 19%  | 17%        | 45       |
| Бразилія        | 63%  | 18%  | 19%        | 45       |
| США             | 70%  | 17%  | 13%        | 53       |
| Нігерія         | 71%  | 16%  | 13%        | 55       |
| Канада          | 73%  | 15%  | 12%        | 58       |
| Франція         | 79%  | 17%  | 4%         | 62       |
| Австралія       | 79%  | 10%  | 11%        | 69       |
| Велика Британія | 84%  | 14%  | 2%         | 70       |
| КНР             | 84%  | 13%  | 3%         | 71       |

| Опитана країна  | Поз. | Нег. | Нейтральні | Поз– Нег |
| --------------- | ---- | ---- | ---------- | -------- |
| Ізраїль         | 25%  | 38%  | 37%        | -13      |
| Іспанія         | 44%  | 40%  | 16%        | 4        |
| Індія           | 32%  | 26%  | 42%        | 6        |
| Пакистан        | 35%  | 27%  | 38%        | 8        |
| КНР             | 42%  | 22%  | 36%        | 20       |
| Мексика         | 45%  | 24%  | 31%        | 21       |
| Перу            | 44%  | 22%  | 34%        | 22       |
| Туреччина       | 47%  | 24%  | 29%        | 23       |
| Індонезія       | 53%  | 28%  | 19%        | 25       |
| Чилі            | 47%  | 18%  | 35%        | 29       |
| Нігерія         | 63%  | 23%  | 14%        | 40       |
| Японія          | 46%  | 3%   | 51%        | 43       |
| Кенія           | 58%  | 15%  | 27%        | 43       |
| Росія           | 57%  | 12%  | 31%        | 45       |
| Бразилія        | 66%  | 21%  | 13%        | 45       |
| Німеччина       | 68%  | 19%  | 13%        | 49       |
| Гана            | 72%  | 13%  | 15%        | 59       |
| США             | 73%  | 13%  | 14%        | 60       |
| Канада          | 77%  | 10%  | 13%        | 67       |
| Франція         | 83%  | 11%  | 6%         | 72       |
| Велика Британія | 86%  | 9%   | 5%         | 77       |
| Південна Корея  | 84%  | 6%   | 10%        | 78       |
| Австралія       | 86%  | 7%   | 7%         | 79       |

Після поділу на дві країни після Другої світової війни Західна Німеччина загалом мала добрі стосунки зі своїми західними сусідніми державами (такими як Франція та Нідерланди), а Східна Німеччина певною мірою мала подібні стосунки зі своїми східними сусідами (такими як Польща). Багато відносин продовжилися після закінчення холодної війни з об'єднаною Німеччиною. Західна Німеччина була співзасновницею Європейського Союзу, а возз'єднана Німеччина продовжує залишатися провідним членом. Під час процесу європейського об'єднання Німеччина та Франція встановили міцні відносини, поклавши край давній французько-німецькій ворожнечі, яка досягла піку під час і після Першої світової війни.
Багато сучасних антинімецьких настроїв особливо сильні в країнах Східної Європи, які були окуповані Німеччиною під час війни, а також у тих, що воювали з Німеччиною та іншими країнами Осі.
Хоча погляди дещо коливаються у відповідь на геополітичні проблеми, такі як відмова Берліна підтримати вторгнення в Ірак, Вашингтон вважає сучасну Німеччину союзником. Небагато американців є рішуче антинімецькими. Іноді в деяких частинах американських ЗМІ, а також у Великій Британії та інших країнах німців вважають " безжально ефективними " та такими, що не мають почуття гумору . Музика Ріхарда Вагнера не виконувалася в Ізраїлі до 1995 (радіо) і 2001 (концерт) і протягом багатьох років була непопулярною в Польщі. Принаймні частково це можна пояснити антисемітизмом Вагнера та присвоєнням нацистами музики Вагнера через особисту прихильність Гітлера до його опер.
В опитуванні, проведеному в 2008 році Всесвітньою службою Бі-бі-сі, під час якого людей у 34 країнах запитували про позитивний і негативний вплив 13 країн,  Німеччина була найпопулярнішою, попереду Японії, Франції та Великобританії; лише 18 відсотків з усіх опитаних країн вважають, що Німеччина мала переважно негативний вплив. Переважно негативні погляди були найбільш поширені в Туреччині (47 %) та Єгипті (43 %).
У 2014 році Всесвітня служба BBC опублікувала «Опитування рейтингу країни», яке включало опитування 24 країн-учасниць щодо впливу 16 країн  та Європейського Союзу; Участь взяли 12 впливових країн. Результати були оприлюднені наприкінці травня. Таблиця показує «Погляди на вплив Німеччини» загалом (рядок 1) та за країнами. «Німеччина зберегла свою позицію найбільш позитивно сприйнятої нації у 2014 році».[1] Тобто, Німеччина — це країна, вплив якої найчастіше (60 %) розглядається позитивно; серед 17 країн вона поступається лише Канаді за найнижчим рівнем негативного сприйняття (18 %).[2] У перших десяти опитуваннях, щорічних з 2005 року, Німеччина була країною, вплив якої найчастіше оцінювали позитивно, принаймні у 2008[3], а також у 2013 та 2014 роках.
Оновлене опитування «Country Rating Poll» було опубліковане у 2017 році BBC. Німеччина зайняла друге місце серед найбільш позитивно оцінених країн у виданні 2017 року, причому 59 відсотків респондентів висловили прихильне ставлення до Німеччини. Однак приблизно 20 відсотків опитаних мали негативну думку про країну.

### Велика Британія
Антинімецькі настрої є загальною темою футбольної культури серед уболівальників національної збірної Англії . На зборах уболівальників навколо футбольних матчів між Англією та Німеччиною англійські вболівальники часто співають антинімецькі футбольні вигуки, які пов'язують футбольне суперництво між Англією та Німеччиною з історичними військовими конфліктами між Сполученим Королівством та Німецьким Рейхом ; " Дві світові війни й один чемпіонат світу " пов'язує військові поразки Німеччини в 1918 і 1945 роках із поразкою Західної Німеччини на чемпіонаті світу з футболу 1966 року, тоді як " Десять німецьких бомбардувальників " посилається на операції Люфтваффе під час Другої світової війни під час битви при Великобританія . Пісню «Десять німецьких бомбардувальників» тепер вважають образливою, а УЄФА та Футбольна асоціація (FA) заборонили англійським фанатам співати цю пісню.
Останнім часом значна частина антинімецьких настроїв у футболі спостерігається переважно серед англійських уболівальників, тоді як фанати національних збірних Уельсу та Шотландії рідко проявляють негативну поведінку чи вигуки під час матчів з німецькою командою.
За післявоєнним примиренням швидко послідував початок холодної війни, що призвело до приєднання Великобританії та Західної Німеччини до військового альянсу НАТО проти Йосипа Сталіна та Варшавського договору . Ті британці, які почувалися некомфортно через цю зміну, були сатиризовані в популярному ситкомі BBC Television Fawlty Towers . Головний герой серіалу, Безіл Фолті (Джон Кліз), є егоїстичним і дебільним власником готелю, який в епізоді " Німці " 1975 року чекає гостей готелю із Західної Німеччини та наказує всім охопленою панікою крилатою фразою: " Вони ж німці! Але отримавши серйозну черепно-мозкову травму в результаті падіння голови лося, Безіл Фолті неуважно й жорстоко ображає тих самих гостей готелю завалом безсмачних жартів про німців-рівнянників-нацистів, враженням Адольфа Гітлера від гусячих кроків і ще більшої глухоти. жарти про бомбардування німецьких міст Королівськими повітряними силами . Хоча гості, особливо німкені, глибоко ображені, травмовані та поранені, і Безіл Фолті, і майор Гоуен, расист і старий ветеран Першої світової війни, який живе постійним гостем у його готелі, потім продовжують робити таких цілковитих дурнів. самі, що всі німецькі гості нарешті вражено хитають головами. Один із німців нарешті вголос запитує: «Як вони взагалі виграли?»
Хоча крилата фраза «Не згадуй про війну» увійшла в британську культуру як натяк на те, що Друга світова війна є чутливою темою, якої слід уникати у спілкуванні з німцями, творець серіалу Джон Кліз заявив, що цілий епізод деякі помилково сприйняли як напад на німців, нібито звинувачуючи їх у тому, що вони досі є нацистами. За власним визнанням Джона Кліза, його наміром при написанні цього епізоду було «висміяти англійців на зразок Базіля Фолті, які застрягли в минулому», а також «висміяти британську одержимість Другою світовою війною».
Подібно до Безіла Фолті, сучасна британська преса іноді все ще виражає антинімецькі настрої та часто вдається до посилань на Другу світову війну та стереотипних асоціацій, які ототожнюють сучасну Федеративну Республіку Німеччина з нацистською Німеччиною . Ці заголовки, однак, часто поєднуються з євроскептичними поглядами, висловлюють занепокоєння щодо домінування Німеччини над рештою Європейського Союзу, особливо в публікаціях, які схиляються до Brexit .
Згідно з опитуванням 2008 року, британці мають досить позитивний образ Німеччини: 62 відсотки вважають, що Німеччина має переважно позитивний вплив у світі, і лише 20 відсотків вважають, що її вплив переважно негативний, що є трохи кращим показником порівняно з думкою німців про Британію (60 відсотків позитивно та 27 відсотків негативно).

### Польща
Багато поляків сприймають німців як своїх давніх поневолювачів. Це уявлення ґрунтується на довгій історії конфлікту з етнічними поляками, спершу пруссаками з німецькою мовою та культурою, а потім об'єднаною німецькою державою, починаючи з трьох поділів Польщі, германізації в 19-му та 20-му століттях і завершившись нацистами. Вторгнення Німеччини в Польщу в 1939 році та жорстока окупація, що послідувала за цим .
Кілька проблем також погіршили нещодавні польсько-німецькі відносини, хоча Польща та Німеччина після возз'єднання загалом мали в основному позитивні відносини . Запропонований російсько-німецький трубопровід через Балтійське море, на думку поляків, має на меті перекрити постачання Польщі природного газу з Росії без шкоди для поставок до Німеччини, і Радослав Сікорський, польський міністр закордонних справ, навіть порівнював його з ганебним пактом Молотова-Ріббентропа .
Вибори в Польщі неодноразово демонстрували антинімецьку кампанію партії «Право і справедливість», яка, як вважається, використовує антинімецьку риторику як ефективну тактику для отримання голосів.

### Нідерланди
Антинімецькі настрої вже панували в Нідерландах за кілька століть до об'єднання Німеччини та створення імперської Німеччини, що завершилося в 1871 році. Вважається, що голландці виробили низьку думку про німців у 17 столітті, також відомому в Нідерландах як Gouden Eeuw (буквально: «Золоте століття»), коли Нідерландська Республіка була однією з найрозвиненіших і могутніх країн світу, а сучасна Німеччина все ще була клаптиком ворогуючих володінь .
У першій половині 17-го століття в республіці спостерігався значний сплеск німецьких іммігрантів, включаючи простих робітників (так званих hannekemaaiers), переслідуваних лютеран і євреїв, а також усіх видів біженців від війни, які рятувалися від насильства Тридцятилітньої війни . Незабаром почалося культурне зіткнення, і німецькі іммігранти часто зазнавали дискримінації з боку корінних голландців. Ймовірно, приблизно в цей час найдавніші варіанти слова mof вперше були використані для позначення німецьких мігрантів нижчого класу. Відомі книжки анекдотів, у яких ці німці представлені чітко та стереотипно як тупі, зарозумілі та брудні. Під час Другої англо-бурської війни антинімецькі настрої зменшилися, оскільки обидві країни були відомими прихильниками бурів і дозволили своїм громадянам добровільно воювати разом з ними. Під час Першої світової війни (у якій Нідерланди були нейтральними) так званий "Дріт смерті ", смертоносний 2000- вольтовий електричний паркан, побудований уздовж південного голландського кордону німцями, які окупували Бельгію, спричинив велику кількість жертв серед голландців, відновивши анти- Німецькі настрої в Нідерландах. Це почуття переродилося в ненависть, коли в 1940 році нацистська Німеччина розпочала вторгнення в Нідерланди, незважаючи на попередні обіцянки Німеччини поважати голландський нейтралітет . Понад 100 000 голландських євреїв було депортовано на смерть під час подальшої нацистської окупації, а голод охопив більшу частину країни під час «Голодної зими» 1944—1945 років. Більшість голландців похилого віку з гіркотою згадують ці події, включаючи Роттердамський бліц, а деякі досі відмовляються ступати на німецьку землю.
Соціологічне дослідження 1998 року показало, що ще через два покоління після її закінчення Друга світова війна залишалася впливовою, а «сучасні батьки та молоді люди негативно упереджені щодо Німеччини». Аспеслаг і Деккер повідомили в 1998 році, що «більше половини когорти, яка народилася після 1950 року, відповіли „іноді“ або „часто“ на запитання, чи живуть у них антинімецькі почуття». Переглядаючи три масштабні академічні дослідження 1990-х років, вони дійшли висновку:
Емоційні почуття щодо Німеччини та німців, виявлені в цих дослідженнях, визначаються Другою світовою війною. Щорічне вшанування пам'яті Другої світової війни, те, як на уроках історії йдеться про Німеччину, і постійні, випадково негативні зауваження дорослих відтворюють негативні емоції щодо Німеччини та німців, особливо серед молоді.
Новіші дослідження також послідовно показують, що антинімецькі настрої в Нідерландах постійно знижуються протягом останніх років, [1] і що більшість нідерландців сьогодні мають позитивне ставлення як до Німеччини, так і до німецького народу.

### Швейцарія
Швидке зростання німецької імміграції до Швейцарії з 2000 року спричинило «германофобію» в німецькомовній Швейцарії .

### Європейська боргова криза, Греція та Італія
Під час європейської боргової кризи багато країн розпочали або, ймовірно, були підштовхнуті до програм жорсткої економії. За економічні, соціальні та політичні наслідки, що виникли, звинуватили Німеччину.
Грецька державна боргова криза та заходи жорсткої економії, запроваджені ЄС, відновили антинімецькі настрої. Грецькі ЗМІ критикували політику Німеччини, часто згадуючи та проводячи паралелі з окупацією Греції країнами Осі, а деякі коментатори наголошували на генетичній спадщині від " готів " чи " гунів ". Опитування VPRC у 2012 році відзначило існування антинімецьких настроїв у Греції, і що більшість респондентів пов'язували Німеччину з такими негативними поняттями, як «Гітлер», «нацизм» і «3-й рейх».
Основним аргументом було те, що, попри свою риторику, Німеччина отримала прибуток під час грецької боргової кризи (через зниження процентних ставок на запозичення — оскільки Німеччина разом з іншими сильними західними економіками вважалася безпечним притулком для інвесторів під час кризи — приплив інвестицій і зростання експорту через девальвацію євро, з оцінками прибутку, що досягали 100 мільярдів євро[, а також інші прибутки через кредити). Іншою важливою проблемою була вимога щодо невиплачених репарацій за війну, оцінки яких сягають 279 мільярдів євро.
У серпні 2012 року прем'єр-міністр Італії Маріо Монті застеріг, що зростаючі суперечки щодо вирішення боргової кризи єврозони налаштовують країни одна проти одної та загрожують розколоти Європу. За його словами, в Італії зростає невдоволення Німеччиною, Європейським Союзом та канцлером Меркель, додаючи, що «тиск уже має риси психологічного розпаду Європи».
Улітку 2017 року було проведено опитування серед десяти країн-членів ЄС. Більшість респондентів висловили скептицизм щодо впливу Німеччини на європейські справи; найбільше скептицизму виявили греки (89 %), за ними йдуть італійці (69 %) та іспанці (68 %). Греки також мають найбільш негативну думку (84 %) про Ангелу Меркель і найменш позитивну думку про німецький народ (24 %) серед опитаних десяти країн.